# Tân Trúc (thành phố)

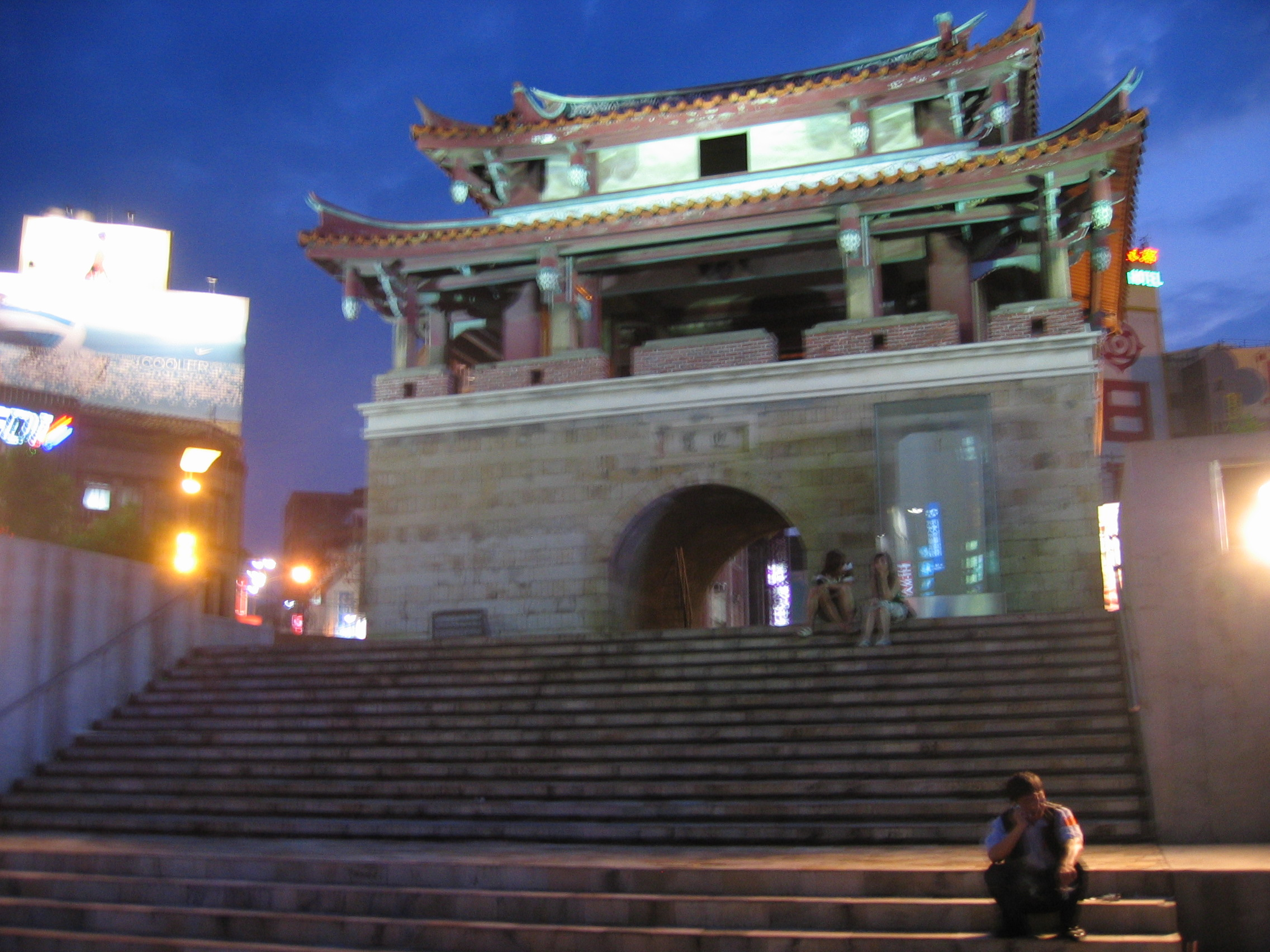
Một điểm đáng tham quan tại Tân Trúc là Đông Môn (cổng thành phía đông). Di tích hào cổ quanh thành ngày nay vẫn còn.

Tân Trúc (chữ Hán: 新竹, bính âm: Xīnzhú, POJ: Sin-tek, Wade–Giles: Hsin¹-chu² , tiếng Anh viết là Hsinchu) là một thành phố lớn nằm tại phía bắc của Đài Loan, cách Đài Bắc khoảng 100 kilômét, nơi đây tập trung rất nhiều công ty chế tạo vi mạch và thiết bị điện tử. Thành phố Tân Trúc bao bọc bởi huyện Tân Trúc về phía bắc và phía đông, huyện Miêu Lật về phía nam, và eo biển Đài Loan về phía tây. Công viên Khoa học Tân Trúc nằm về phía đông của thành phố Tân Trúc, là một phần của huyện Tân Trúc.
Thành phố Tân Trúc gồm 3 quận: quận Bắc, quận Đông và quận Hương Sơn.
Tân Trúc là nơi có Đại học Quốc lập Thanh Hoa, Đại học Quốc lập Giao thông, Đại học Trung Hoa, Đại học Huyền Trang, Viện Khoa học và Công nghệ Bắc Vân và Viện Khoa học Quốc gia đóng tại Khu công nghiệp.
Tân Trúc thường được gọi là Phong Thành (風城) vì gió ở đây rất mạnh. Tân Trúc còn nổi tiếng với các món ăn như mì gạo và thịt viên.

## Liên kết
- Trang chính phủ thành phố Tân Trúc (tiếng Anh)
- Công viên khoa học Tân Trúc Lưu trữ ngày 25 tháng 1 năm 2012 tại Wayback Machine (tiếng Anh)